# 언더 서스피션
언더 서스피션(Under Suspicion)은 프랑스에서 제작된 스티븐 홉킨스 감독의 2000년 범죄, 드라마 영화이다. 모건 프리먼 등이 주연으로 출연하였고 앤 마리 길리언 등이 제작에 참여하였다.

## 출연

### 주연
- 모건 프리먼
- 진 핵크만
- 토마스 제인
- 모니카 벨루치

### 조연
- 니디아 카로
- 미구엘 앤젤 수아레즈
- 파블로 컨케리오
- 이자벨 알게즈
- 재클린 더프리

## 제작진
- 미술: 세실리아 몬티엘
- 의상: 프랜신 제이미슨 탠척
- 배역: 루벤 캐논